# یواس‌اس لارنس (دی‌دی‌جی-۴)
یواس‌اس لارنس (دی‌دی‌جی-۴) (به انگلیسی: USS Lawrence (DDG-4)) یک کشتی بود که طول آن ۴۳۷ فوت (۱۳۳ متر) بود. این کشتی در سال ۱۹۶۰ ساخته شد.